# Yeri (cantora)
Kim Ye-rim (hangul: 김예림; hanja: 金藝琳; Seul, 5 de março de 1999), mais conhecida por seu nome artístico Yeri (hangul: 예리), é uma cantora, rapper, compositora, atriz e dançarina sul-coreana. É popularmente conhecida por ser integrante do grupo feminino Red Velvet. Ela realizou sua estreia oficial como integrante do grupo em 2015, com o lançamento do single "Automatic".

## Vida e educação
Yeri nasceu em 5 de março de 1999, em Seul, Coreia de Sul. Ela formou-se no Hanlim Multi Art School.

## Biografia

### Pre-debut e SM Rookies
Ela entrou no SM Global Auditions em 2011, e juntou-se a S.M. Entertainment no mesmo ano. Em 2014, foi apresentada como membro do grupo de treinamento de pré-estréia, SM Rookies. Ela se apresentou com SM Rookies no SM Town Concert em 2014, e também fez um cameo no videoclipe de "Happiness" do Red Velvet.

### 2015–presente: Red Velvet e atividades solos

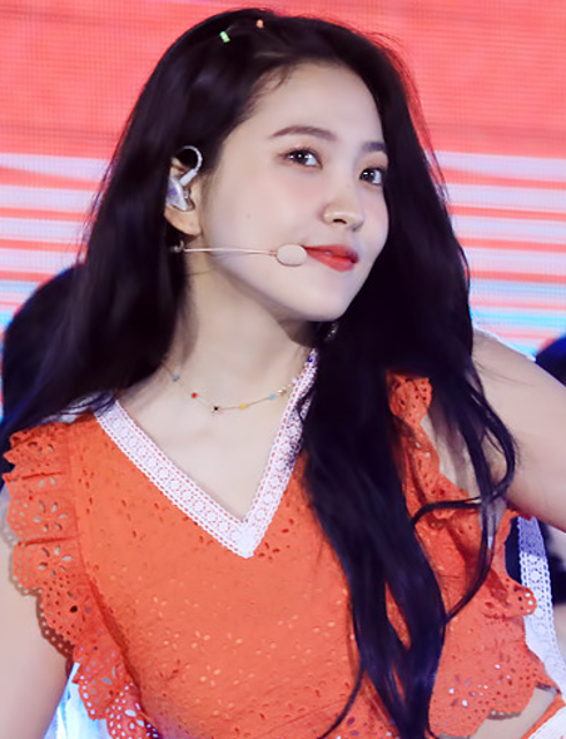
Yeri no Dream Concert em 18 de maio de 2019

Em 11 de março de 2015, estreou como integrante do grupo feminino Red Velvet com o lançamento do extended play Ice Cream Cake, sob o pseudônimo de Yeri. Em 11 de abril de 2015, juntamente com Chen do EXO, ela foi MC em um episódio especial do Show! Music Core da MBC, ambos substituindo a atriz Kim So-hyun e Zico do Block B, sendo, Yeri, mais tarde a MC fixa com N de VIXX e Minho de SHINee, até novembro do mesmo ano.
Em julho de 2016, Yeri foi a protagonista feminina no vídeoclipe "Way Back Home" de J-Min e Shim Eun-jee, que foi lançado como parte do projeto da SM Station. Em 2016, transformou-se em MC para um programa novo de web-variedade da SM C&C, The Viewable SM, junto com Leeteuk.
Em 21 de abril de 2018, Yeri publicou no Spotify um single digital, que incluiu duas músicas, "Story" e "깊이 아래 로 (Deep Down)", sendo as músicas originais dos cantores Ragoon e Cheeze, respectivamente. Em 13 de dezembro de 2018, o single "Hair in the Air" foi lançado, sendo uma colaboração entre Yeri e os membros da NCT Dream, Renjun, Jeno e Jaemin para a terceira temporada da SM Station. "Hair in the Air" também é um projeto entre a SM Entertainment e a série animada Trolls: The Beat Goes On!.

## Vida pessoal
Yeri tem três irmãs mais novas. Em 10 de outubro de 2016, Yeri e Seulgi entraram em um acidente de carro que deixou ela desabilitada para manter as promoções com o Red Velvet até que ela se recuperasse.
Em 17 de novembro de 2017, revelou-se que Yeri não entraria na universidade para se concentrar nas atividades da Red Velvet.

## Discografia

### Singledigital
| Título | Detalhes                                                               | Melhores posições | Melhores posições | Vendas | Canções                                     |
| Título | Detalhes                                                               | COR               | US World          | Vendas | Canções                                     |
| ------ | ---------------------------------------------------------------------- | ----------------- | ----------------- | ------ | ------------------------------------------- |
| Yeri's | - Lançamento: 4 de abril de 2018 - Gravadora: RV - Plataforma: Spotify | —                 | —                 | —      | 1. 이야기(Story) 2. 깊이 아래로 (Deep Down) |

### Canções
| Título                                                                                   | Ano          | Melhor posição | Melhor posição | Vendas       | Album                 |
| Título                                                                                   | Ano          | COR Gaon       | US World       | Vendas       | Album                 |
| Colaborações                                                                             | Colaborações | Colaborações   | Colaborações   | Colaborações | Colaborações          |
| ---------------------------------------------------------------------------------------- | ------------ | -------------- | -------------- | ------------ | --------------------- |
| "Hair in the Air" (com Renjun, Jeno e Jaemin)                                            | 2018         | —              | —              | —            | S.M. Station Season 3 |
| Como Artista Convidada                                                                   |              |                |                |              |                       |
| "Tuesday Over Monday" (com Giant Pink)                                                   | 2019         | —              | —              | —            | Non-album single      |
| "—" indica lançamentos que não figuraram nas paradas ou não foram lançados nessa região. |              |                |                |              |                       |

### Composições
| Ano  | àlbum               | Artista                            | Canção                           | Letra     | Letra              | Composição Musical | Composição Musical                | Ref    |
| Ano  | àlbum               | Artista                            | Canção                           | Creditada | Com                | Creditada          | Com                               | Ref    |
| ---- | ------------------- | ---------------------------------- | -------------------------------- | --------- | ------------------ | ------------------ | --------------------------------- | ------ |
| 2017 | 's Talking          | Ragoon                             | "Story" (이야기)                 | Sim       | Ragoon             | Sim                | Ragoon, No.K                      | [ 17 ] |
| 2018 | Non-album single    | Herself                            | "1000"                           | Sim       | —                  | Sim                | —                                 |        |
| 2019 | SM Station Season 3 | Herself                            | "Dear Diary" (스물에게)          | Sim       | —                  | Sim                | Son Go-eun                        | [ 20 ] |
| 2019 | Non-album single    | Ellie Goulding, Diplo & Red Velvet | "Close To Me (Red Velvet Remix)" | Sim       | Wendy & Lee Seuran | (em norueguês)     | Will Grands, Alvaro, ILYA & Diplo | [ 21 ] |

## Filmografia

### Apariçōes em videoclipes
| Ano  | Título                      | Artista                     | Nota(s)                       |
| ---- | --------------------------- | --------------------------- | ----------------------------- |
| 2014 | "Happiness"                 | Red Velvet                  | Aparição antes de sua estreia |
| 2016 | "집 앞에서 (Way Back Home)" | J-Min                       | Canção para SM Station        |
| 2018 | "Hair in the Air"           | Yeri, Jeno, Renjun e Jaemin | Canção para SM Station        |

### Séries de Televisão
| Ano  | Título                 | Network | Papel     | Notas                              |
| ---- | ---------------------- | ------- | --------- | ---------------------------------- |
| 2016 | Descendants of the Sun | KBS2    | Ela mesma | Participação especial, Episódio 16 |
| 2021 | Aniversário Infeliz    | Viki    | Oh Ha Rin | Personagem Principal               |
| 2022 | Bitch X Rich           | Netflix | Baek Jena |                                    |

### Programas de Televisão
| Ano  | Título                        | Canal         | Nota(s)                                         |
| ---- | ----------------------------- | ------------- | ----------------------------------------------- |
| 2015 | Star King                     | SBS           | Episódio 407 com Seulgi e Joy                   |
| 2015 | Show! Music Core              | MBC           | MC com Chen                                     |
| 2015 | Hello Counselor               | KBS2          | Episódio 220 com Joy, Baekhyun, Chen e Chanyeol |
| 2016 | The Visible SM                | Naver TV Cast | MC com Leeteuk e Kim Jung-mo                    |
| 2017 | Empty The Convenience Store   | tVN           | Episódio 2 com Irene e Joy                      |
| 2017 | M! Countdown                  | Mnet          | MC com Seulgi                                   |
| 2017 | M! Countdown                  | Mnet          | MC com Joy                                      |
| 2018 | Show! Music Core              | MBC           | MC com B.I e Bobby                              |
| 2019 | Law of the Jungle in Thailand | SBS           |                                                 |

### Filmes
| Ano  | Título   | Papel     | Nota(s) |
| ---- | -------- | --------- | ------- |
| 2020 | Trolls 2 | Kim-Petit | Voz     |